# خاله بیل
خاله بیل (انگلیسی: Aunt Bill) یک فیلم کمدی صامت کوتاه به کارگردانی ویلارد لوئیس است که در سال ۱۹۱۶ منتشر شد. از بازیگران این فیلم می‌توان به اولیور هاردی، بیلی بلچر، بیلی روژ، برت تریسی و فلورنس مک‌لاکلین اشاره کرد.